# Olympiazentrum (métro de Munich)
Ne doit pas être confondu avec Olympia-Einkaufszentrum (métro de Munich).
Olympiazentrum (en allemand : U-Bahnhof Olympiazentrum) est une station des lignes U3 et U8 du métro de Munich. La station se trouve en dessous d'une gare routière et parallèle à la Lerchenauer Strasse.

## Situation sur le réseau

Plan du métro (2020).

Depuis le 15 décembre 2013, la ligne de rappel 8 vers Sendlinger Tor commence et se termine le samedi à Olympiazentrum.
Il a été construit avec quatre voies pour gérer efficacement un volume élevé de passagers. Aujourd'hui, les trains qui se terminent ici circulent sur les voies intermédiaires, tandis que les trains passant par ou depuis la station Moosach utilisent les voies extérieures.

## Histoire
La station ouvre pour les Jeux olympiques de 1972 à Munich le 8 mai 1972 et est le terminus de la ligne 3 jusqu'en 2007. La station aurait en fait dû s'appeler Olympiazentrum (Oberwiesenfeld). Les murs de la voie arrière sont en béton, dans lesquels il y a des reliefs de cercles. Les sols des deux plates-formes sont aménagés avec un motif de galets d'Isar, reflétant la lumière des bandes lumineuses du plafond, qui est recouvert de lames d'aluminium.
En 1990, les meubles en plastique orange sont remplacés par des sièges grillagés comme ceux utilisés dans les autres gares.
Depuis 2020, les stations de métro ouvertes pour les Jeux olympiques sous la protection des monuments[pas clair].
Une scène de Mein Ende. Dein Anfang. tournée au printemps 2018 est réalisée dans la station.

## Services aux voyageurs

### Accès et accueil
La sortie nord mène au village olympique, la sortie sud au BMW Welt et au parc olympique. Il y a un ascenseur sur les deux plates-formes à l'extrémité nord. Comme la station est proche de la surface, il n'y a pas de portiques.

### Desserte
La station est desservie par le MVG-Classe B et MVG-Classe C.

### Intermodalité
La station est en correspondance avec les lignes de bus 173 et 180.